# Зневоднення організму
Зневоднення або дегідратація організму (ексикоз) — позбавлення клітин або тканин організму води. Зазвичай зневоднення означає збільшення концентрації розчинних компонентів клітин або тканин і, таким чином, відрізняється від гіповолемії, що означає лише зменшення об'єму клітин або тканин із збереженням концентрації розчинних компонентів. Крайній ступінь зневоднення розглядають як дегідратаційний шок.